# لوكاس سليمان
لوكاس سليمان، من مواليد 15 فبراير 2003، هو لاعب كرة قدم سويدي-عراقي يلعب لصالح منتخب العراق و نادي أوريبرو إس كيه في خط الوسط وتبلغ قيمته السوقية 225 ألف يورو، حيث لعب مع النادي 19 مباراة.

## حياة مهنية
قبل موسم 2020، انتقل شليمون من فريق شباب Jönköping Södra IF إلى فريق Assyriska IK. لعب 13 مباراة في إيتان سودرا 2020، خمس منها بدأت. في الموسم التالي، لعب شليمون 26 مباراة وحصل على لقب موهبة العام في إيتان سودرا.
في يناير 2022، وقع شليمون مع أوريبرو إس كيه، حيث وقع عقدًا لمدة ثلاث سنوات. ظهر شليمون لأول مرة في يوبرتان في 4 أبريل 2022 بخسارة 3-0 أمام براغي.
في اكتوبر 2024، قرر مدرب المنتخب العراقي خيسوس كاساس، استدعاء لوكاس شليمون لصفوف منتخب أسود الرافدين لأول مرة، وسيكون حاضرًا في قائمة الفريق لمواجهتي فلسطين وكوريا الجنوبية، في تصفيات آسيا الحاسمة المؤهلة إلى كأس العالم 2026 في الولايات المتحدة وكندا والمكسيك.